# Langeoog IV
Die Langeoog IV ist eines der beiden Hauptfährschiffe, die zwischen der Nordseeinsel Langeoog und dem Festlandhafen Bensersiel eingesetzt werden.
Das Schiff wurde auf der Schiffswerft Julius Diedrich in Oldersum gebaut und ist eine reine Passagierfähre. Außer Personen wird nur deren Gepäck transportiert, welches in kleinen Containern mit einer E-Karre auf das Vorschiff gefahren wird.
Im Januar 1998 erhielt das Schiff ein Bootsdeck mit Aussetzvorrichtung.
Anfang 2013 wurden beide Hauptmotoren sowie beide Getriebe und Wellenkupplungen erneuert.

## Schwesterschiff
Schwesterschiff der Langeoog IV ist die Langeoog III.

## Vorgängerschiff
Das Vorgängerschiff der Langeoog IV war die Wilsun.